# Microscope à effet tunnel
Pour les articles homonymes, voir Microscope et Microscopie.

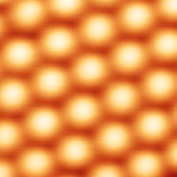
Atomes de silicium à la surface d'un cristal de carbure de silicium (SiC). Image obtenue à l'aide d'un microscope à effet tunnel.

Le microscope à effet tunnel (en anglais, scanning tunneling microscope, STM) est inventé en 1981 par des chercheurs d'IBM, Gerd Binnig et Heinrich Rohrer, qui reçurent le prix Nobel de physique pour cette invention en 1986. C'est un microscope en champ proche qui utilise un phénomène quantique, l'effet tunnel, pour déterminer la morphologie et la densité d'états électroniques de surfaces conductrices ou semi-conductrices avec une résolution spatiale pouvant être égale ou inférieure à la taille des atomes.

## Principe de fonctionnement
Il s'agit, pour simplifier, d'un palpeur (une pointe ou sonde) qui suit la surface de l'objet. La sonde balaie (scanne) la surface à représenter. Un ordinateur ajuste (via un système d'asservissement) en temps réel la hauteur de la pointe pour maintenir un courant constant (courant tunnel)  et enregistre cette hauteur qui permet de reconstituer la surface.
Pour cela, à l'aide d'un système de positionnement de grande précision (utilisant des transducteurs piézoélectriques), on place une pointe conductrice en face de la surface à étudier et l'on mesure le courant résultant du passage d'électrons entre la pointe et la surface par effet tunnel (les électrons libres du métal sortent un peu de la surface et, si l'on se met très près sans pour autant la toucher, on peut enregistrer un courant électrique). Dans la plupart des cas, ce courant décroît très rapidement (exponentiellement) en fonction de la distance séparant la pointe de la surface, avec une distance caractéristique de quelques dixièmes de nanomètres. Ainsi, on fait bouger la pointe au-dessus de l'échantillon avec un mouvement de balayage et on ajuste la hauteur de celle-ci de manière à conserver une intensité du courant tunnel constante, au moyen d'une boucle de rétroaction. On peut alors déterminer le profil de la surface avec une précision inférieure aux distances interatomiques.

## Détails techniques

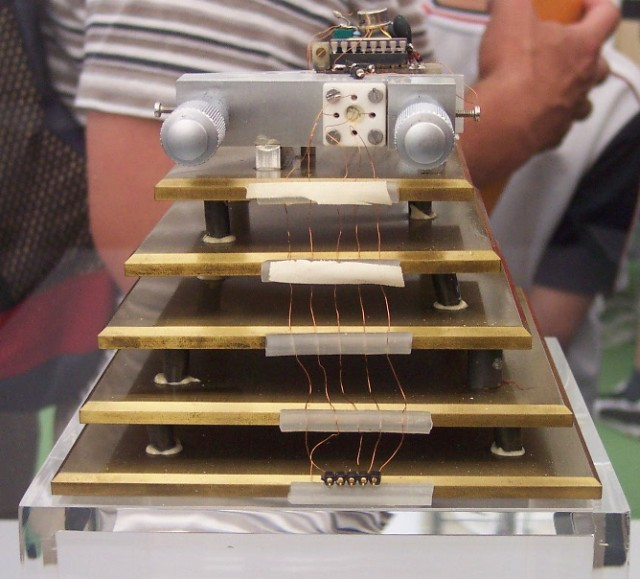
Photographie d'un microscope à effet tunnel

### Propriétés mécaniques
Pour obtenir une bonne résolution, il est nécessaire que les perturbations extérieures ne puissent modifier la distance pointe-surface (celle-ci ne doit pas varier de plus de quelques dixièmes d'Ångströms). Pour cette raison, les microscopes sont petits (quelques centimètres) et construits dans des matériaux très rigides. De plus, il est indispensable, dans la plupart des cas, d'utiliser un système d'amortissement pour l'isoler des vibrations extérieures.

### Système de positionnement
Le seul moyen d'atteindre la précision suffisante pour le positionnement est d'utiliser des céramiques piézoélectriques. En fait, c'est ce point qui a retardé l'invention de l'appareil car l'idée existait depuis les années 1960, mais aucun système de positionnement adapté n'existait alors.
Le positionnement se fait par application de différence(s) de potentiel(s) sur les céramiques piézoélectriques qui ont la propriété de se déformer de façon contrôlée sous l'effet d'un champ électrique.

### Électronique
Les courants à mesurer étant de très faible intensité (quelques nA, voire quelques pA), un système électronique d'amplification est indispensable.

### Pointe

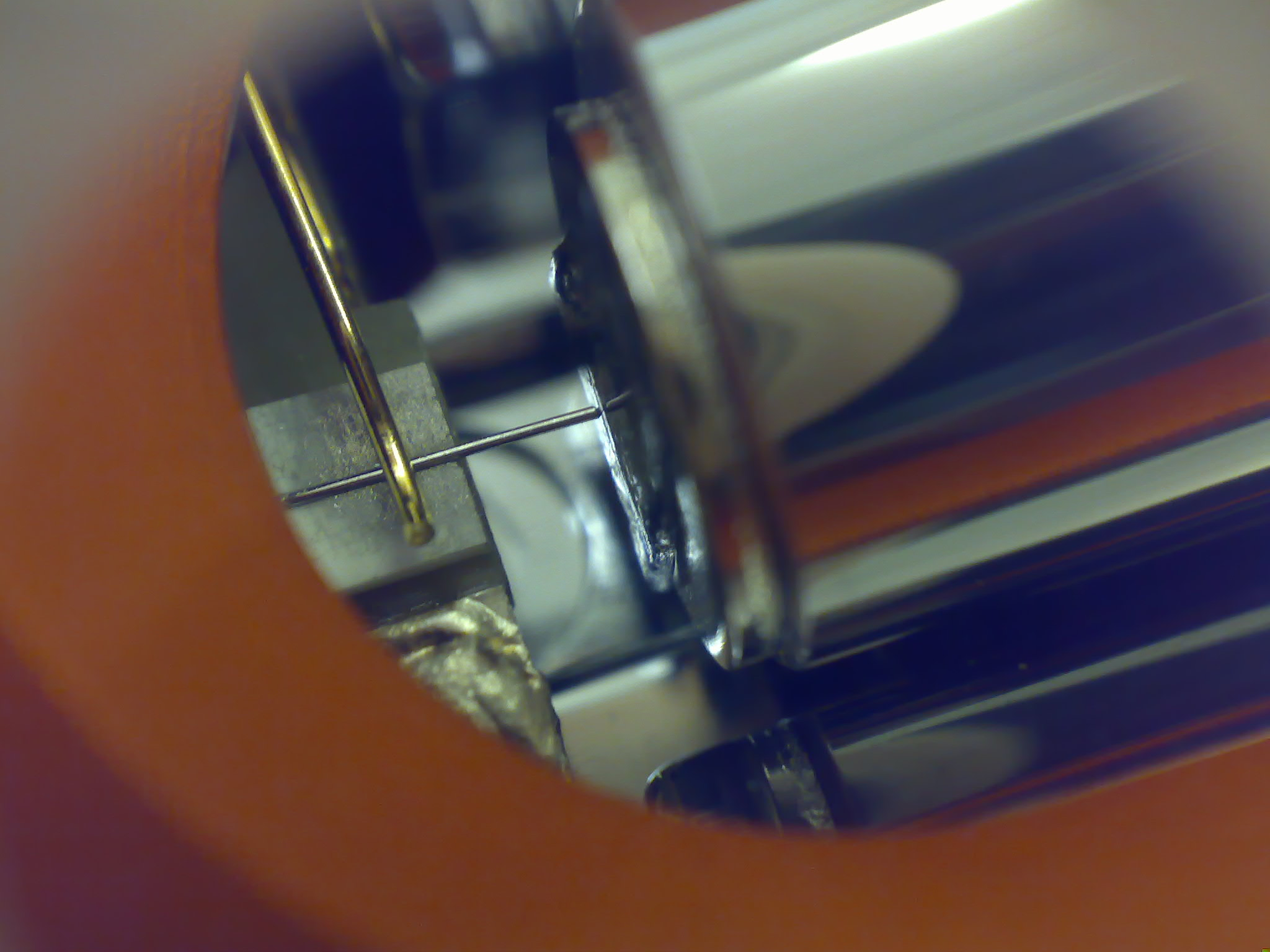
Gros plan de la tête d'un microscope à effet tunnel de l'université de St Andrews utilisant une pointe en platine iridié

Les propriétés de la pointe sont critiques pour les performances de l'instrument. De ce fait, différents types de pointes sont utilisés selon la nature de la surface étudiée et l'information recherchée.
Tant que la surface est approximativement plane à l'échelle atomique, la variation très rapide du courant tunnel avec la distance pointe-surface fait que seul l'atome de la pointe le plus proche de la surface importe. Dans ce cas, la forme de la pointe n'a pas d'influence sur la résolution. En revanche, si la surface est accidentée, la forme de la pointe va limiter la résolution et il est alors indispensable d'utiliser une pointe très fine et donc d'utiliser un matériau dur comme le tungstène (W) ou le platine iridié (Pt/Ir).
Une autre difficulté provient du fait que la plupart des surfaces se recouvrent très rapidement d'une couche oxydée de quelques dizaines d'ångströms d'épaisseur, invisible dans la vie courante mais qui empêche le passage du courant tunnel. Il existe deux moyens de contourner ce problème :
- utiliser un métal noble qui ne s'oxyde pas, comme l'or ou le platine iridié,
- faire fonctionner le microscope sous vide ou dans une atmosphère inerte (diazote, hélium...) et préparer la pointe in situ, c'est-à-dire dans la même enceinte.

Par ailleurs, en utilisant des pointes particulières, il est possible d'accéder à des informations telles que la nature chimique ou les propriétés magnétiques de la surface.

## Historique
Des expériences démontrant avec succès la dépendance entre la distance pointe-échantillon et le courant induit par effet tunnel furent réalisées le 18 mars 1981 dans les laboratoires d'IBM à Rüschlikon (Suisse). Les physiciens allemand Gerd Binnig et suisse Heinrich Rohrer qui réalisèrent ces expériences et qui plus tard mirent au point le microscope à effet tunnel, furent récompensés pour cela par le prix Nobel de physique en 1986. Alain Humbert, Christoph Gerber et E. Weibel prirent également part à ces expériences dans une moindre mesure.
Toutefois, des travaux antérieurs dans ce domaine avaient déjà démontré des aspects essentiels du microscope à effet tunnel, et notamment l'existence d'un courant électrique lié à l'effet tunnel :
- Durant les années 1970, un appareil baptisé le topografiner fut développé par le groupe de Russel Young au NBS (National Bureau of Standards, Gaithersburg, Md, USA). Mais ils durent faire face à des difficultés techniques (vibrations importantes limitant la résolution du système) et bureaucratiques. Il est vraisemblable que sans ces dernières, Russell Young eut été colauréat du prix Nobel donné en 1986. Le Comité Nobel reconnut dans son discours l'importance et la valeur de ces réalisations[1].

- Une autre antériorité majeure dans ce domaine date de 1978. Il s'agit des jonctions thermoélectriques bithermes du thermodynamicien Hubert Juillet et dont une distance pointe-échantillon de quelques nanomètres permet le passage d'un courant électrique par effet tunnel, même d'une tension extrêmement basse : <0,000 1 V. Ces travaux aboutirent bien plus tard à des dépôts de brevets d'inventions[2] et peuvent être considérés comme étant les ancêtres du microscope à effet tunnel et du chapelet conducteur d'électricité (electrically conductive string).

Le microscope à effet tunnel est le père de tous les autres microscopes en champ proche. À sa suite furent développés le microscope à force atomique (ou AFM pour Atomic Force Microscope) et le microscope optique en champ proche qui tirent profit d'autres interactions à l'échelle atomique. La mise au point de ces microscopes en champ proche fut un pas décisif dans le développement des nanotechnologies dans la mesure où ils permirent d'observer et même de manipuler de manière assez simple et pour un coût relativement modeste des objets de taille nanométrique (c'est-à-dire de taille inférieure aux longueurs d'onde de la lumière visible, de 400 à 800 nm). En 1990, le microscope à effet tunnel a notamment permis à des chercheurs d'IBM d'écrire les premières lettres de l'histoire des nanotechnologies en disposant 35 atomes de xénon sur une surface de nickel, ces 35 atomes dessinant les trois lettres IBM.
De plus, le microscope à effet tunnel contribua de manière éclatante à l'illustration de la mécanique quantique. Au début des années 1990, on put fabriquer et mesurer les « enclos quantiques » (en anglais quantum corrals). Ces enclos quantiques sont des systèmes quantiques de formes géométriques simples déposés sur des surfaces. À l'aide de ces enclos, on put représenter de manière très imagée l'analogie entre les ondes de matière associées aux électrons et les ondes à la surface de l'eau, une confirmation directe de la mécanique quantique dans l'espace réel qui n'était pas possible jusqu'alors. Les images de ces enclos quantiques ont depuis fait le tour du monde : ce sont les images de microscope à effet tunnel les plus reprises dans les livres, les journaux et les magazines.

## Limitations
La microscopie à effet tunnel nécessite d'avoir un échantillon conducteur d'électricité. Si l'échantillon est isolant, on utilise une technique proche, la microscopie à force atomique. Par ailleurs, le microscope à effet tunnel ne permet de voir que les nuages électroniques des atomes. Ainsi, une matière amorphe (non cristalline) ne peut être observée à la résolution atomique[pourquoi ?].